# 아쿠탄 제로

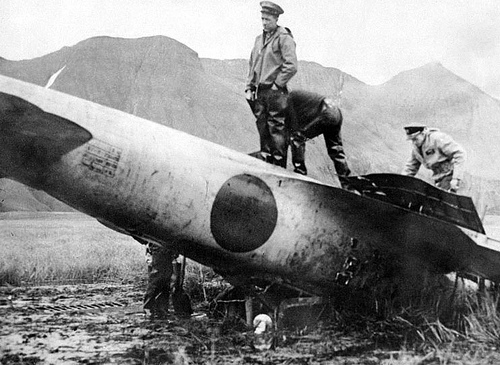
1942년 7월 11일 미해군이 아쿠탄섬에서 아쿠탄 제로를 점검하고 있다.

아쿠탄 제로(영어: Akutan Zero) 또는 고가의 제로(일본어: 古賀のゼロ, 영어: Koga's Zero) 혹은 알류샨 제로(영어: Aleutian Zero)는 제2차 세계 대전 중에 미국 알래스카주 아쿠탄섬에 불시착한 일본의 미쓰비시 A6M 영식 52형 전투기(제로센, 제로)이다. 1942년 7월 미군이 온전한 상태로 수거하였는데, 이는 미군이 제2차 세계 대전에서 처음으로 나포한 제로 전투기였다. 미군은 수리한 아쿠탄 제로를 시험 비행하고 정밀 분석하여, 일본 제국 해군과의 공중전에서 승리할 수 있는 전략을 고안하였다.
아쿠탄 제로는 "가치를 따질 수 없는 미국의 전리품", "태평양 전쟁의 가장 중요한 노획물 중 하나"라는 말로 표현되었다. 일본인 역사학자 마사타케 오쿠미야는 아쿠탄 제로의 포획이 미드웨이 해전에서 일본이 패배한 것 못지않게 심각한 사건이었으며, 이것이 일본의 패전을 앞당겼다고 서술했다. 반면에, 존 런스트롬을 비롯한 몇몇 사람들은 '고가의 제로를 분석함으로써 그 전설적인 전투기에 맞설 수 있는 전략을 고안하게 되었다'는 주장에 반기를 들었다.

아쿠탄 제로는 1945년에 훈련 중 SB2C 헬다이버와의 사고로 파손되었고, 미국의 몇몇 박물관에 아쿠탄 제로의 남은 부분들이 보존되고 있다.

## 같이 보기
- 미쓰비시 A6M 영식 함상 전투기
- 미드웨이 해전

## 참고 자료
- Lundstrom, John B. The First Team and the Guadalcanal Campaign: Naval Fighter Combat from August to November 1942. 미국 해군 연구소, 2005. ISBN 1-59114-472-8.
- 마사타케 오쿠미야, 지로 호리코시, 마틴 카이든. Zero! New York: E.P. Dutton & Co., 1956.
- Rearden, Jim. Koga's Zero: The Fighter That Changed World War II. ISBN 0-929521-56-0, second edition. Missoula, Montana: Pictorial Histories Publishing Company, 1995. Originally published as Cracking the Zero Mystery: How the U.S. Learned to Beat Japan's Vaunted WWII Fighter Plane. ISBN 978-0-8117-2235-3.
- Rearden, Jim. "Koga's Zero—An Enemy Plane That Saved American Lives". Invention and Technology Magazine. Volume 13, Issue 2, Fall 1997. Retrieved on 2008-12-09.